# Jules-Henri Desfourneaux
Jules-Henri Desfourneaux (* 17. Dezember 1877 in Bar-le-Duc; † 1. Oktober 1951 in Paris) war von 1939 bis 1951 amtierender Scharfrichter von Frankreich.

## Die Jahre bis 1939
Jules-Henri Desfourneaux entstammte einer Familie, die bereits im 17. Jahrhundert Scharfrichter hervorgebracht hatte. Als Mechaniker für Bootsmotoren reiste er in jungen Jahren unter anderem nach Russland und Indien. Einer seiner Cousins, Léopold Desfourneaux, arbeitete als Assistent bei Scharfrichter Anatole Deibler. Dieser bot Ende 1908 Jules-Henri Desfourneaux eine Stelle als Assistent zweiter Klasse an, die er auch annahm, ohne gleichzeitig seine Stelle als Mechaniker aufzugeben. Seit 1871 wurden alle Enthauptungen in Frankreich von einem „exécuteur en chef des arrêts criminels“ ausgeführt. Dieser hatte insgesamt zwei Assistenten erster Klasse und drei Assistenten zweiter Klasse zu berufen. An einer Hinrichtung wirkten außer dem Scharfrichter selbst jeweils ein Assistent erster Klasse und zwei Assistenten zweiter Klasse mit. In den Kalenderjahren 1906, 1907 und 1908 fanden in Frankreich keine Hinrichtungen statt, da über die Abschaffung der Todesstrafe diskutiert wurde und Staatspräsident Armand Fallières in diesem Zeitraum alle zum Tode Verurteilten begnadigte. Als am 8. Dezember 1908 eine vom damaligen Justizminister Aristide Briand eingebrachte Gesetzesvorlage zur Abschaffung der Todesstrafe in der Abgeordnetenkammer mehrheitlich abgelehnt wurde, nahm man wieder Hinrichtungen auf. Desfourneaux’ erster Einsatz als Assistent erfolgte bei der ersten Hinrichtung nach diesem Moratorium am 11. Januar 1909 in Béthune, wo vier Banditen enthauptet wurden. Am 17. April 1909 heiratete er Georgette Rogis, die ebenfalls einer bekannten Scharfrichterdynastie entstammte und eine Nichte von Deiblers Ehefrau war. Ein Cousin von Georgette Rogis war André Obrecht, der 1922 als Assistent in Deiblers Team eintrat.
Im Ersten Weltkrieg wurde Desfourneaux in die französische Armee eingezogen, von 1919 an wirkte er wieder als Assistent Deiblers mit. Der Suizid ihres einzigen Sohnes René (* 1910) im Jahr 1934 belasteten Desfourneaux und seine Frau schwer und führten bei ihm zu Depressivität und Alkoholismus. Am 14. Januar 1938 führte Desfourneaux als Vertreter für den erkrankten Deibler erstmals selbst eine Hinrichtung durch. Zum zweiten Mal löste er das Fallbeil am 4. Februar 1939 aus, zwei Tage nachdem Anatole Deibler plötzlich und unerwartet gestorben war. Mit Wirkung zum 15. März 1939 wurde Jules-Henri Desfourneaux dann zum Scharfrichter der Republik ernannt.

## Scharfrichter von 1939 bis 1951
Desfourneaux’ erste Hinrichtung als amtierender exécuteur en chef fand am 2. Mai 1939 in Rouen an dem 17-jährigen André Vitel statt, der Raubmord an der Ehefrau seines Bruders begangen hatte. Dabei handelte es sich um die letzte Hinrichtung einer Person unter 18 Jahren in Frankreich. Nach einer weiteren Vollstreckung erfolgte die letzte öffentlich vollzogene Enthauptung in Frankreich am 17. Juni 1939 an dem deutschen Staatsangehörigen und sechsfachen Mörder Eugen Weidmann in Versailles. Ein Zuschauer drehte von dieser Hinrichtung heimlich einen Film. Hier ist Desfourneaux zu sehen, wie er nach der Niederwerfung des Delinquenten durch zwei Assistenten zweiter Klasse auf das Klappbrett per Hebel die obere Lünette fixiert und das Beil auslöst. Unmittelbar nach Abtrennung des Kopfes kippen die beiden Assistenten zweiter Klasse den Körper seitlich in die bereitstehende Truhe ab, während der Assistent erster Klasse, André Obrecht, der die Enthauptung aus einigen Metern Entfernung (um nicht vom spritzenden Blut befleckt zu werden) auf der Kopfseite des Delinquenten beobachtet hatte, zur Guillotine eilt, um den Kopf des Hingerichteten aus dem dafür gedachten Gefäß zu holen. Das Hochheben des Kopfes ist jedoch nicht mehr auf dem Film enthalten. Der Scharfrichter und die Assistenten sind mit schwarzen Gehröcken und Hüten bekleidet. Von der Niederwerfung des Verurteilten auf das Klappbrett bis zur Abtrennung des Kopfes vergehen weniger als zehn Sekunden. Da es im Umfeld von Weidmanns Hinrichtung zu unwürdigen volksfestartigen Szenen gekommen war, untersagte das Justizministerium öffentliche Hinrichtungen. Alle Vollstreckungen wurden fortan von der Öffentlichkeit nicht einsehbar hinter Gefängnismauern vollzogen.
Von 1941 an wurden erstmals seit 1887 wieder Frauen hingerichtet. 1943 wurden eine Frau und ein Mann hingerichtet, weil sie an Frauen Abtreibungen vorgenommen hatten. Ebenfalls in den Jahren des Zweiten Weltkrieges verhängten französische Gerichte, die mit den deutschen Besatzern und dem Vichy-Regime kollaborierten, Todesurteile gegen politische Gegner, vor allem Kommunisten und Mitglieder der Résistance. Die Urteile ließ man ohne wirkliche Möglichkeit von Rechtsmitteln bereits am folgenden Tag vollstrecken. Nachdem Desfourneaux 1943 fünf Résistance-Mitglieder hingerichtet hatte, schieden seine Assistenten Obrecht und die Brüder Martin aus Gewissensgründen und Protest vorübergehend aus dem Team aus. Desfourneaux warfen sie allzu große Willfährigkeit den Kollaborateuren gegenüber vor. Am Morgen des 30. April 1944 enthauptete Desfourneaux in Paris nacheinander neun Männer, deren einziges „Verbrechen“ es war, Kommunisten zu sein.
Danach, von Juni 1944 bis Januar 1947, also noch bis in die frühe Zeit der Vierten Republik, fanden die allermeisten Hinrichtungen in Frankreich durch Erschießung statt. Es gab lediglich drei Enthauptungen in diesem Zeitraum, die erste davon an dem Serienmörder Marcel Petiot am 25. Mai 1946 in Paris. Erst ab April 1947 ließ man alle Hinrichtungen nach dem Code pénal wieder durch die Guillotine durchführen.
Jules-Henri Desfourneaux starb 73-jährig am 1. Oktober 1951 in Paris. In den 42 Jahren seiner Zeit als Scharfrichterassistent und Scharfrichter wirkte er an 200 bis 250 Enthauptungen mit. Sein Nachfolger wurde André Obrecht.
Bekannte Delinquenten oder ungewöhnliche Fälle
- André Vitel (2. Mai 1939, Rouen), Raubmord; letzte in Frankreich hingerichtete Person unter 18 Jahren, bei Tatbegehung wie bei Hinrichtung 17 Jahre alt
- Elisabeth Ducourneau (8. Januar 1941, Bordeaux), Mord an ihrer Mutter und ihrem Ehemann; erste hingerichtete Frau seit 1887
- Marie-Louise Giraud (30. Juli 1943, Paris), illegale Durchführung von Abtreibungen. Der Fall war Grundlage für den Spielfilm Eine Frauensache (1988) von Claude Chabrol.
- Désiré Piogé (22. Oktober 1943, Paris), illegale Durchführung von Abtreibungen
- 1941–1944: Hinrichtung von 19 Männern nach Todesurteil wegen „Kommunismus“
- 1943: Hinrichtung von 5 Résistance-Mitgliedern
- Marcel Petiot (25. Mai 1946, Paris), 27 nachgewiesene Morde
- René Le Louarn (15. Februar 1949, Saint-Brieuc), schlich sich mehrmals in Kirchen an Frauen und Mädchen heran und strangulierte sie, tötete dabei eine 13-Jährige
- Germaine Leloy-Godefroy (21. April 1949, Angers), Ermordung ihres Ehemannes; letzte in Frankreich hingerichtete Frau